# Đại học Hồng y Stefan Wyszyński, Warszawa
Đại học Đức Hồng y Stefan Wyszyński ở Warsaw (tiếng Ba Lan: Uniwersytet Kardynała Stefana Wyszyńskiego w Warszawie) là một trường đại học nhà nước ở Warsaw. Nó được thành lập vào năm 1999, và nó được đặt theo tên của Hồng y Stefan Wyszyński của Ba Lan. Nó cung cấp các chương trình nghiên cứu tôn giáo tại các khoa thần học, luật Canon và triết học Kitô giáo dưới sự bảo trợ của Tổng Giám mục Warsaw, ông sẽ cấp giấy phép (missio canonica) cho các nhân viên học thuật tại các khoa đó. Các nghiên cứu thế tục với độ nhạy cảm đặc biệt đối với các giá trị Kitô giáo thuộc Bộ Giáo dục.

## Lịch sử
Trường đại học theo dấu lịch sử của Học viện Thần học Warsaw (Akademia Teologii Katolickiej), được lập nên bởi chính phủ cộng sản Ba Lan sau khi đóng cửa các khoa thần học tại Đại học Warsaw và Đại học Jagiellonia. Học viện đã không nhận được sự chấp nhận hoàn toàn từ Giáo hội Công giáo La Mã ở Ba Lan cho đến khi chủ nghĩa cộng sản sụp đổ năm 1989 đã xóa bỏ sự kiểm soát của nhà nước đối với tổ chức này. Năm 1999, học viện đã được chuyển đổi thành trường đại học hiện tại.
Trường đại học bao gồm hai cơ sở chính ở các quận phía bắc của Warsaw. Cái cũ ở Bielany và cái mới ở Mlociny, nơi chủ yếu là các khoa nghệ thuật và nhân văn.

## Khoa
- Khoa Thần học

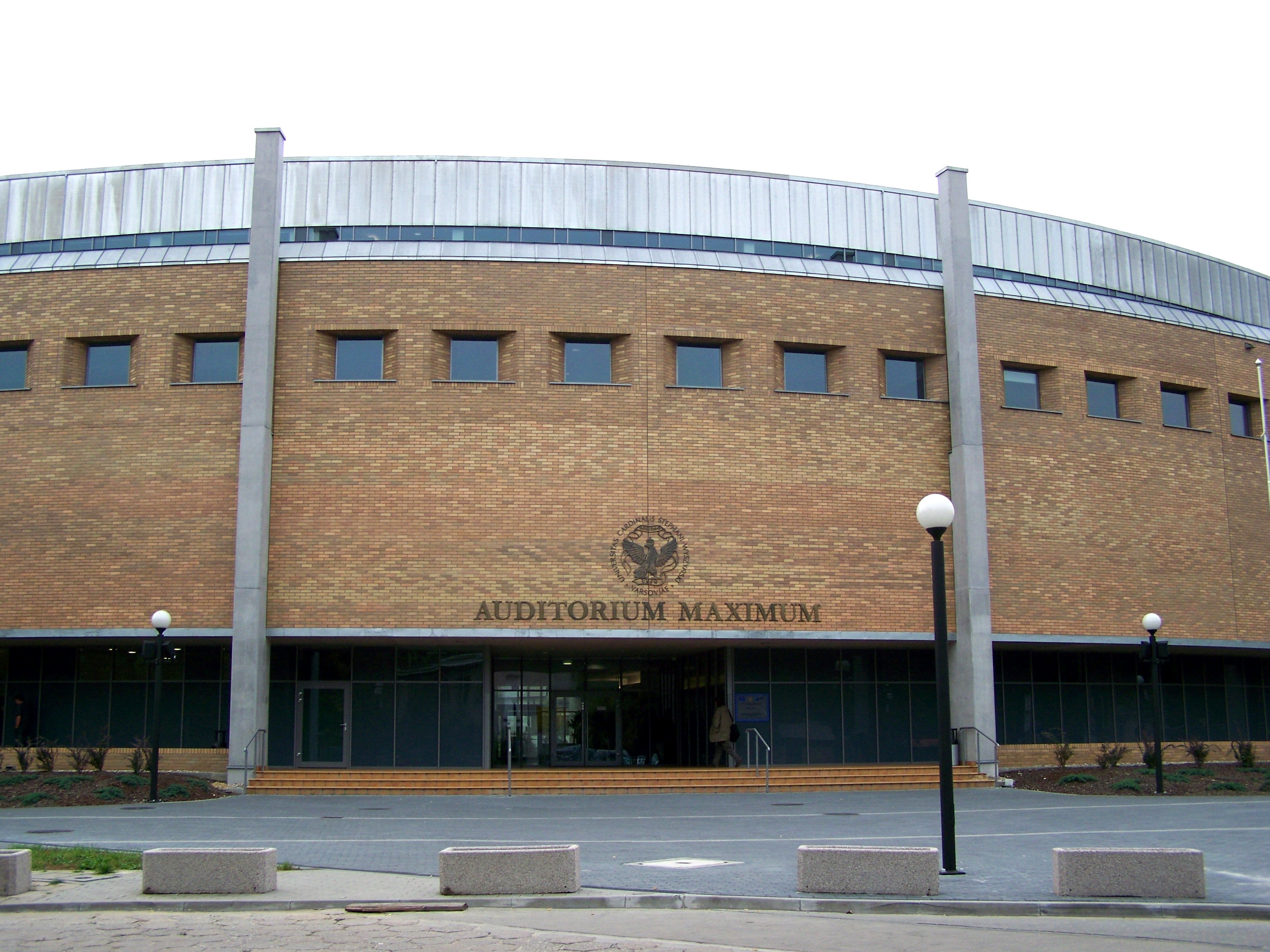
Auditorium Maximum

1. Viện Thần học: thần học, khoa học thần học, nghiên cứu tôn giáo
2. Viện Giáo dục và Báo chí Y học: giáo dục trung gian và báo chí, báo chí và truyền thông xã hội
3. Viện thần học Radom: thần học

- Khoa luật Canon

1. Luật Canon

- Khoa nghiên cứu gia đình

1. Viện nghiên cứu gia đình: nghiên cứu gia đình

- Khoa triết học Kitô giáo

1. Viện triết học: triết học
2. Viện Tâm lý học: tâm lý học
3. Viện sinh thái và đạo đức sinh học: sinh thái

- Khoa Lịch sử và Khoa học Xã hội

1. Viện Lịch sử: lịch sử, lịch sử văn học Kitô giáo sơ khai, âm nhạc học
2. Viện Khảo cổ học: khảo cổ học
3. Viện Khoa học Chính trị: khoa học chính trị, nghiên cứu châu Âu
4. Viện xã hội học: xã hội học, kinh tế, công tác xã hội
5. Viện lịch sử nghệ thuật: lịch sử nghệ thuật

- Khoa Luật và Hành chính

1. Luật pháp, hành chính, quan hệ quốc tế

- Khoa Khoa học nhân văn

1. Viện Triết học Ba Lan: Triết học Ba Lan, nghiên cứu văn hóa, triết học cổ điển

- Khoa Toán học và Khoa học tự nhiên

1. Toán học, khoa học máy tính và kinh tế lượng, vật lý, hóa học, khoa học vĩ mô (toán học, hóa học, vật lý), khoa học máy tính

- Khoa Sinh học và Khoa học Môi trường

1. Sinh học, kỹ thuật môi trường

- Khoa sư phạm

1. Phương pháp giáo dục